# ألبرتو أنغولو
ألبرتو أنغولو (بالإسبانية: Alberto Angulo)‏ هو لاعب كرة سلة إسباني سابق.

## الميداليات
| الميدالية | المسابقة                         |
| --------- | -------------------------------- |
| فضية      | بطولة أمم أوروبا لكرة السلة 1999 |

## روابط خارجية
- ألبرتو أنغولو على موقع الاتحاد الدولي لكرة السلة (الإنجليزية)
- ألبرتو أنغولو على موقع الدوري الإسباني لكرة السلة (الإسبانية)
- ألبرتو أنغولو على موقع كرة السلة الأوروبية.كوم (الإنجليزية)
- ألبرتو أنغولو على موقع ريلجم (الإنجليزية)
- ألبرتو أنغولو على موقع بروبوليرز (الإنجليزية)
- ألبرتو أنغولو على موقع سبورتس رفرنس (الإنجليزية)
- ألبرتو أنغولو على موقع أوليمبيديا (الإنجليزية)